# Pericycos varieguttatus
Pericycos varieguttatus là một loài bọ cánh cứng trong họ Cerambycidae.